# کانتون سیمون بولیوار
کانتون سیمون بولیوار (به اسپانیایی: Cantón Simón Bolívar) یک منطقهٔ مسکونی در اکوادور است که در استان گوایاس واقع شده‌است.

## خصوصیات
کانتون سیمون بولیوار ۳۵۹ کیلومترمربع مساحت و ۲۰٬۳۸۵ نفر جمعیت دارد.